# 대몽 항쟁
고려의 대몽 항쟁은 고려가 몽골에 맞서 싸운 전쟁을 일컫는다. 좁게는 고려-몽골 전쟁을, 넓게는 삼별초의 항쟁을 비롯한 공민왕 때의 원나라와의 전쟁까지도 포함되기도 한다. 그러나 흔히 대몽 항쟁이라 하면 고려-몽골 전쟁과 삼별초의 항쟁만을 가리킨다.

## 고려와 몽골의 접촉
고려가 몽골과 최초의 접촉을 가지게 된 것은 몽골에게 쫓겨 오는 거란족(후요)을 협공하던 때부터이다. 거란족은 금(金)이 망할 무렵 독립하여 후요를 세웠으나, 다시 몽골군에게 쫓겨 고려의 강동성(江東城)에 내려와 서북 지방에서 약탈을 감행했다. 고려는 몽골과 합세하여, 조충(趙沖)·김취려(金就礪) 등을 보내어 이를 함락시켰다. 몽골은 이후 고려에 대해 매년 공물(貢物)을 요구함으로써 양국 사이는 소원해져 갔다.

## 고려-몽골 전쟁
그러다가 몽골의 사신 저고여의 살해 사건을 계기로 몽골군은 1231년(고종 18년)에 제1차 침입을 행하게 되었다. 몽골은 공물에 대한 기대만이 아니라 만주와 화북을 점령하고, 나아가서 남송과 일본을 정벌하기 위한 기지를 고려에서 구하려고 했다. 살리타가 거느린 몽골군은 귀주에서 박서의 완강한 저항에 부딪혔으나 수도 개경에 임박하였다. 이에 고려가 강화를 요청하자 몽골은 몽골인 감독관을 서북면에 두고 군사를 철수하였다.
1232년(고종 19년) 최우는 항복을 주장하는 자들을 참수하고 독단으로 강화 천도를 행했다. 이에 자극을 받은 몽골은 제2차로 침입하였다. 고려의 반적 홍복원의 인도로 개경을 거쳐 한강 이남까지 내려온 몽골군은 살리타가 김윤후에게 사살되자 곧 후퇴하였다. 몽골군은 그 후에도 고려황제의 친조와 항복을 요구하며 약 30년간 전후 7차에 걸쳐 침입하여 왔으나 고려는 강화에서 항전을 계속했다.
최우 무신정권의 몽골에 대한 대항은 자신들의 수하를 시켜 서북방면의 다루가치를 제거하려는 것이 전부였고 이마저도 거의 대부분 실패했고 몽골의 잔인한 보복을 두려워한 농민들의 반대로 중단되었다. 항전은 농민들에 의해서 수행되었다. 제1차 침입 때는 관악산의 초적들이 항복하여 몽골군과의 전투에 참가하였다. 지광수 등이 지휘한 충주 노예군의 항쟁은 특히 유명하였다. 또한 농민들도 몽골군에 완강히 저항하자 이에 몽골군은 곡식을 불태우고 잔인한 살육을 감행하였다. 이리하여 농촌은 황폐해 갔고 인구는 감소됐으며, 뿐만 아니라 황룡사의 구층탑과 부인사 소장의 대장경이 불타는 등 문화재가 소실된 것도 한둘이 아니었다.
최씨 무인정권은 불력에 의존하여 난국을 타개하려고 대장경의 재조를 감행하여 이른바 팔만대장경을 조판했다.

## 무신정권의 분열
항몽전이 장기화되자 무신정권은 재정도 악화되고, 통솔력의 유지도 점차 어려워졌다. 최우의 아들 최항은 집권 8년 만에 병사하였고(1257년), 그 뒤를 이은 최의는 다음해인 1258년(고종 45년)에 그 수하 김준에게 제거됨으로써 최씨 정권은 막을 내렸다.
한편 농민은 무신정권에 점차 반항심을 갖게 되었고, 점차 대두한 문신들은 왕을 중심으로 몽골과 강화(講和)할 것을 주장했다. 문신들은 외세와 결탁하여 주전파(主戰派)인 무인정권을 타도하려 했다. 1258년(고종 45년) 무신 유경(柳璥)과 무신 김준(金俊) 등이 최의(崔竩)를 살해하자 정권은 일단 왕에게 돌아가고 대몽 강화가 결정되었다. 다음해인 1259년 태자 전(倎)이 몽골에 입조(入朝)하여 항복의 뜻을 표하고 강도(江都)의 성곽을 파괴하였다.
무신정권은 여전히 대몽 강화를 좋아하지 않았다. 김준은 비록 대세에 끌려 적극적으로 강화를 거부하지는 못하였으나 강화 정책에 불만이 없지도 않았다. 김준을 죽이고 대신 정권을 쥔 임연(林衍)은 친몽 정책을 수행하는 원종을 폐하는 등 노골적으로 강화를 반대했다. 그러나 국내 결속의 해이(解弛)와 강화 정책의 진전으로 몽골의 압력은 더해져 원종이 복위되고 또 몽골병이 출동하였다.

## 강화의 성립
1257년(고종 44년) 몽골에서 강화 교섭의 요구 조건을 양보해 오고, 고려에서도 다음해에 대몽 항쟁을 주도해온 최씨 정권이 무너짐으로써 강화 교섭은 직전을 보게 되었으니, 1259년(고종 46년)에 파견된 고려 태자는 몽골의 몽케 칸(원 헌종)이 죽은 직후 아우 쿠빌라이(원 세조)를 만나 강화를 성립시켰다. 제위 계승을 놓고 형제간에 무력 충돌을 하게 된 쿠빌라이는 그토록 완강한 항전을 벌여온 고려가 자신에게 화의를 요청해온 것에 큰 정치적 의미를 부여하였고, 고려에 대해 전과 다른 호의를 보였다. 그는 고려 측에서 강화 조건으로 제시한 고려 왕국의 존속 보장과 몽골군의 즉각적인 철수 등과 관련된 여섯 개 조항의 요구를 모두 수락하였다.

## 무신정권의 종말
강화는 성립되었으나, 1264년(원종 5년) 몽골에서 친조를 요구하자, 무신들을 중심으로 반몽 여론이 다시 일어났다. 더욱이 몽골이 일본 원정을 위해 군대와 물자를 지원해 줄 것을 고려에 요구함에 이르러서는 반몽 여론이 크게 고조되어, 원종(元宗)을 중심으로 한 강화론과 충돌하게 되었다. 이 사이에 새로운 무신 김준이 살해되고 임연(林衍)이 집권했으며, 1269년(원종 10년)에는 임연이 독단으로 원종을 폐위한 사건이 발생하였다. 당시 몽골에 가 있던 세자(뒤의 충렬왕)가 몽골에 요청하여 지원을 받음으로써 원종은 복위되었는데, 이는 결과적으로 몽골이 고려의 내정에 깊이 간섭하게 만든 사건이 되었다.
복위 직후 몽골에 간 원종은 태자와 몽골 공주의 혼인을 제의하고, 무신정권의 제거를 위해 병력 지원을 요청하였다. 1270년(원종 11년) 음력 2월 궁지에 몰린 임연이 원종의 귀국 직전에 병사하였으나 그의 아들 임유무(林惟茂)가 무인집정이 되어 반몽 노선을 고수하였다. 그는 강화도로부터 개경으로의 환도를 명하는 원종과 대립하다가 살해되었다(1270년). 이로써 무신정권은 끝이 나고 제정이 복고되었으며 개경으로 환도가 결정되었다.

## 삼별초의 항쟁
그러나 강화도에서 항몽 세력의 주축을 이루었던 삼별초는 개경 환도에 반대하여 반기를 들었다. 배중손(裵仲孫)이 이끌었던 삼별초는 원종의 아우 승화후 온(溫)을 황제로 옹립하고, 진도(珍島)로 거점을 옮겨 남부를 지배하며 항몽전을 전개했다. 그러나 조정의 진압군과 몽골 연합군에게 진도가 함락되자(1271년), 김통정을 중심으로 한 일부 세력이 제주도로 옮겨 저항하다가 1273년(원종 14년)에 모두 평정되었다.

## 같이 보기
- 고려 고종
- 쿠빌라이
- 무신정권
- 고려-몽골 전쟁
- 삼별초의 항쟁